# Frédéric Danjou
Frédéric Danjou (Clamart, 28 de setembre de 1974) és un exfutbolista professional francès, que ocupava la posició de defensa.
Ha militat en diversos equips del seu país, com l'AJ Auxerre (on va ser titular a la Ligue 1), l'AC Ajaccio o el SM Caen, entre d'altres. Entre 1999 i 2001 va formar al Reial Oviedo, de la competició espanyola. Amb l'Auxerre va guanyar el Campionat de lliga i el de Copa el 1996.